# Jordan Walsh

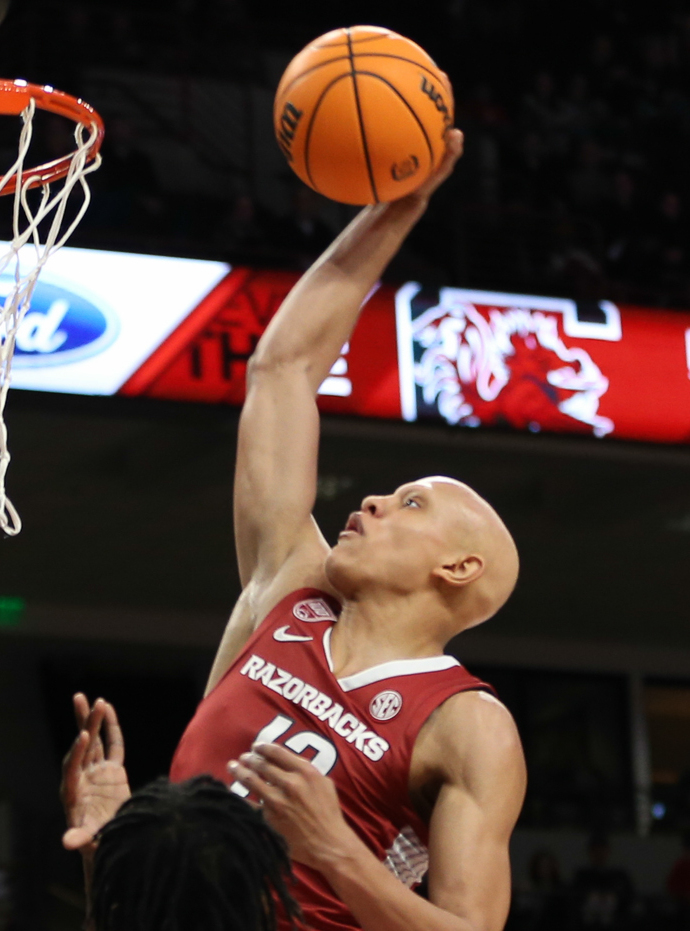
Jordan Walsh, 2023.

Jordan E. Walsh, född 3 mars 2004 i Dallas i Texas, är en amerikansk professionell basketspelare (SF/PF) som spelar för Boston Celtics i National Basketball Association (NBA).
Han draftades av Sacramento Kings i andra rundan i 2023 års draft som 38:e spelare totalt.
Innan han blev proffs studerade Walsh på University of Arkansas och spelade för deras idrottsförening Arkansas Razorbacks.